# Chiesa di San Pietro (Bolgare)
La chiesa di San Pietro è la parrocchiale di Bolgare, in provincia e diocesi di Bergamo; fa parte del vicariato di Calepio-Telgate.

## Storia
Nella lista delle chiese bergamasche redatto nel 1260 alle quali era imposto il censo da parte della chiesa romana, risulta che sul territorio di Bolgare vi fosse due luoghi di culto, uno intitolato a san Pietro e uno a san Martino di Tours. Questa informazione non viene però confermata negli atti del sinodo voluto dal neoeletto Giovanni da Scanzo nel 1304 che cita la presenza di due chierici ma sempre della chiesa sanpietrina: "pre Gerardus presbiter et Lanfrancus et Leopardus, clerici".

La chiesa è nuovamente inserita nella nota ecclesiarum di un'ordinanza di Bernabò Visconti, ma con la doppia intitolazione San Pietro e San Martino. L'elenco era una distinta dei benefici di tutte le chiese e monasteri presenti sul territorio di Bergamo, per definirne i censi da versare alla famiglia Visconti di Milano e alla chiesa romana.
Il vescovo Vittore Soranzo, nella sua relazione del 1555 scrisse che la chiesa di san Martino era  "piccola e in stato di abbandono, e non vi si celebra più". Documentata la consacrazione del 1595 come chiesa di San Pietro nel castello, che la famiglia Colleoni, proprietaria aveva donato alla comunità.
San Carlo Borromeo arcivescovo di Milano il 17 ottobre 1575 visitò la chiesa di Bolgare. Dagli atti della visita risulta che vi erano più chiese sussidiare della parrocchia, che era gestita dalla scuola del Corpo di Cristo. Il vescovo indicò che la chiesa di San martino godeva del beneficio di parrocchiale, mentre in quella di san Pietro venivano somministrati i sacramenti, a conferma che vi erano ancora due chiese attive sul territorio. Diversamente la relazione della visita del 1659 del vescovo san Gregorio Barbarigo, viene indicata la parrocchia di San Pietro che godeva di un beneficio ec era retta da tre sacerdoti coadiuvati da un chierico, Ci erano inoltre le scuole del Santissimo Sacramento che gestiva l'altare maggiore,  la scuola del Santissimo Rosario e della Dottrina cristiana, nonché la presenza della congregazione della Misericordia di Bergamo.

La richiesta di costruire una nuova chiesa su quella antica, fu conseguente dell'incremento demografico del territorio dopo la peste del 1630. Fu una lettera mandata dall'allora parroco al vescovo a fare una relazione di quanto i lavori della nuova chiesa proseguivano: 
(Atti conservati nella Curia Vescovile di Bergamo)
La nuova chiesa, che sostituiva l'antica parrocchiale dedicata a san Martino di Tours ma che si trovava sicuramente in una situazione di degrado e di abbandono, fu consacrata l'11 maggio 1594 dal vescovo Giambattista Milani, con la nuova dedicazione a san Pietro. Gli atti della visita pastorale di San Carlo Borromeo ne confermano l'elevazione a parrocchia già della chiesa di San Martino.

Nel 1666 la chiesa fu inserita nel Sommario delle chiese di Bergamo, elenco redatto dal cancelliere della curia vescovile Giovanni Giacomo Marenzi come dipendente della pieve di Telgate.
Nell'Ottocento la chiesa fu oggetto di ampliamento e in tutto il Novecento furono eseguiti lavori di consolidamento e ammodernamento, con la formazione della nuova facciata nel 1944, e durante il 1997 furono eseguiti lavori di straordinaria manutenzione.
Con decreto del 27 maggio 1979 del vescovo Giulio Oggioni la chiesa fu inserita nel vicariato locale di Calepio-Telgate.

## Descrizione

### Esterno
L'edificio di culto dal classico orientamento liturgico è preceduto da un ampio piazzale a cui si accede con una scalinata di nove gradini al sagrato presente sul lato frontale e sud della facciata. Il sagrato ha la pavimentazione in pietra di Sarnico ed è delimitato da paracarri in marmo di Zandobbio uniti da barre di ferro.

La facciata è suddivisa in tre sezioni da cornici marcapiano. Nella sezione inferiore vi è il grande portale settecentesco completo di contorni in marmo di Zandobbio. Il portale è ornato dal timpano spezzato, a lato due ingressi di minor misura ma sempre con paraste e architrave in marmo di Zandobbio.

Nella sezione superiore vi è una grande finestra atta a illuminare la navata. Lateralmente vi sono due pitture a fresco molto deteriorare, raffiguranti Conversione di San Paolo e Pesca miracolosa.

La parte superiore è raffigurato centralmente il trionfo dell'Eucaristia poco visibile.
Raccordi rampante laterali si collegano al timpano curvo che posto a conclusione della facciata, completo di croce ferrea.

### Interno
L'interno a pianta rettangolare a unica navata con volta a botte, si sviluppa in sette campate di differente misure divise da lesene decorate e lucidate in stucco, con alta zoccolatura in marmo di Zandobbio e con capitelli d'ordine corinzio, che reggono l'altra trabeazione con fregio e il cornicione che percorre tutto l'interno e che è percorribile.
Tre grandi finestre poste in corrispondenza delle campate maggiori con relative strombature di raccordo alla volta a botte dell'aula.
La zona presbiteriale a pianta rettangolare, di misure inferiori rispetto alla navata è preceduta dall'arco trionfale e dalla gradinata con sei alzate in marmo grigio venato e la pedata in camerata rosato. I due amboni in legno scolpito anticipano l'altare maggiore. La parte è illuminata da finestre poste sempre sopra il cornicione con copertura di volta a botte e terminante con l'abside a pianta semicircolare completo della copertura a catino.
La chiesa conserva opere di rilevante interesse tra quali i dipinti di Giovanni Raggi: Vergine Immacolata coni santi Francesco, Ignazio e Luigi Gonzaga e la Comunione di san Pietro e la pala d'altare di Enea Salmeggia. Vi è inoltre la statua della Pietà di autore ignoro ma rilente al Settecento in legno dipinto di autore anonimo ma che fu interesse di restauro e d'attenzione nel 1990. La statua riprende le sculture a medesimo soggetto, del medesimo periodo, presenti in molte chiese bergamasche realizzate dai Fantoni di Rovetta.